# Euxoa occidentalis
Euxoa occidentalis är en fjärilsart som beskrevs av Lafontaine och George W. Byers 1982. Euxoa occidentalis ingår i släktet Euxoa och familjen nattflyn. Inga underarter finns listade i Catalogue of Life.